# دايفيد غروس
دايفيد جوناثان غروس (David Jonathan Gross) (مواليد 19 فبراير 1941) عالم فيزياء جسيمات أمريكي وعالم في نظرية الأوتار. حصل على جائزة نوبل للفيزياء بالاشتراك مع فرانك ويلكزك وهـ. دايفيد بولتيزر عام 2004 عن اكتشافاتهما في الحرية المتقاربة في مجال كروموديناميكا كوانتية.

## روابط خارجية
- دايفيد غروس على موقع الموسوعة البريطانية (الإنجليزية)
- دايفيد غروس على موقع مونزينجر (الألمانية)
- دايفيد غروس على موقع ميوزك برينز (الإنجليزية)
- دايفيد غروس على موقع إن إن دي بي (الإنجليزية)